# Little Creatures
Little Creatures är ett musikalbum av Talking Heads lanserat 1985. I Nordamerika släpptes albumet på Sire Records medan de europeiska utgåvorna gavs ut av EMI. Skivans inledande låt "And She Was" blev albumets framgångsrikaste singelhit i USA. I Storbritannien var det istället den sista låten "Road to Nowhere" som blev albumets största hit. Albumet blev en försäljningsframgång i flera länder.
Ljudbilden är jämfört med några av deras föregående album mer avskalad och låtarna är mindre komplexa. De flesta av dåtidens musikkritiker lovordade albumet, och det hamnade högst upp i "Pazz & Jop"-listan 1985.

## Låtlista
(låtar utan angiven upphovsman skrivna av David Byrne)
1. "And She Was" – 3:36
2. "Give Me Back My Name" (Byrne, Chris Frantz, Jerry Harrison, Tina Weymouth) – 3:20
3. "Creatures of Love" – 4:12
4. "The Lady Don't Mind" (Byrne, Frantz, Harrison, Weymouth) – 4:03
5. "Perfect World" (Byrne, Frantz) – 4:26
6. "Stay Up Late" – 3:51
7. "Walk It Down" – 4:42
8. "Television Man" – 6:10
9. "Road to Nowhere" – 4:19

## Listplaceringar
- Billboard 200, USA: #20[2]
- UK Albums Chart, Storbritannien: #10[3]
- Nya Zeeland: #1[4]
- Media Control AG, Tyskland: #9
- Nederländerna: #4[5]
- Österrike: #4[6]
- Schweiz: #12[7]
- VG-lista, Norge: #16[8]
- Topplistan, Sverige: #10[9]